# Santa Catarina
Santa Catarina (AFI [ˈsɐ̃ta kataˈɾina], numele însemnând „Sfânta Caterina”) este una dintre cele 27 de unități federative ale Braziliei. Capitala acestui stat este Florianópolis. Se învecinează cu unitatea federativă Rio Grande do Sul la sud, Argentina la vest și Paraná la nord, la est având ieșire la Oceanul Atlantic. În 2005 unitatea federativă Santa Catarina avea o populație de 5.866.487 de locuitori și suprafață de 95.346,18 km², fiind împărțit în 6 mezoregiuni, 20 microregiuni și 293 de municipii.
1. ↑   https://www.ibge.gov.br/en/cities-and-states/sc.html Lipsește sau este vid: |title= (ajutor)